# Coleophora entoloma
Coleophora entoloma é uma espécie de mariposa do gênero Coleophora pertencente à família Coleophoridae.